# Daniel Iffla

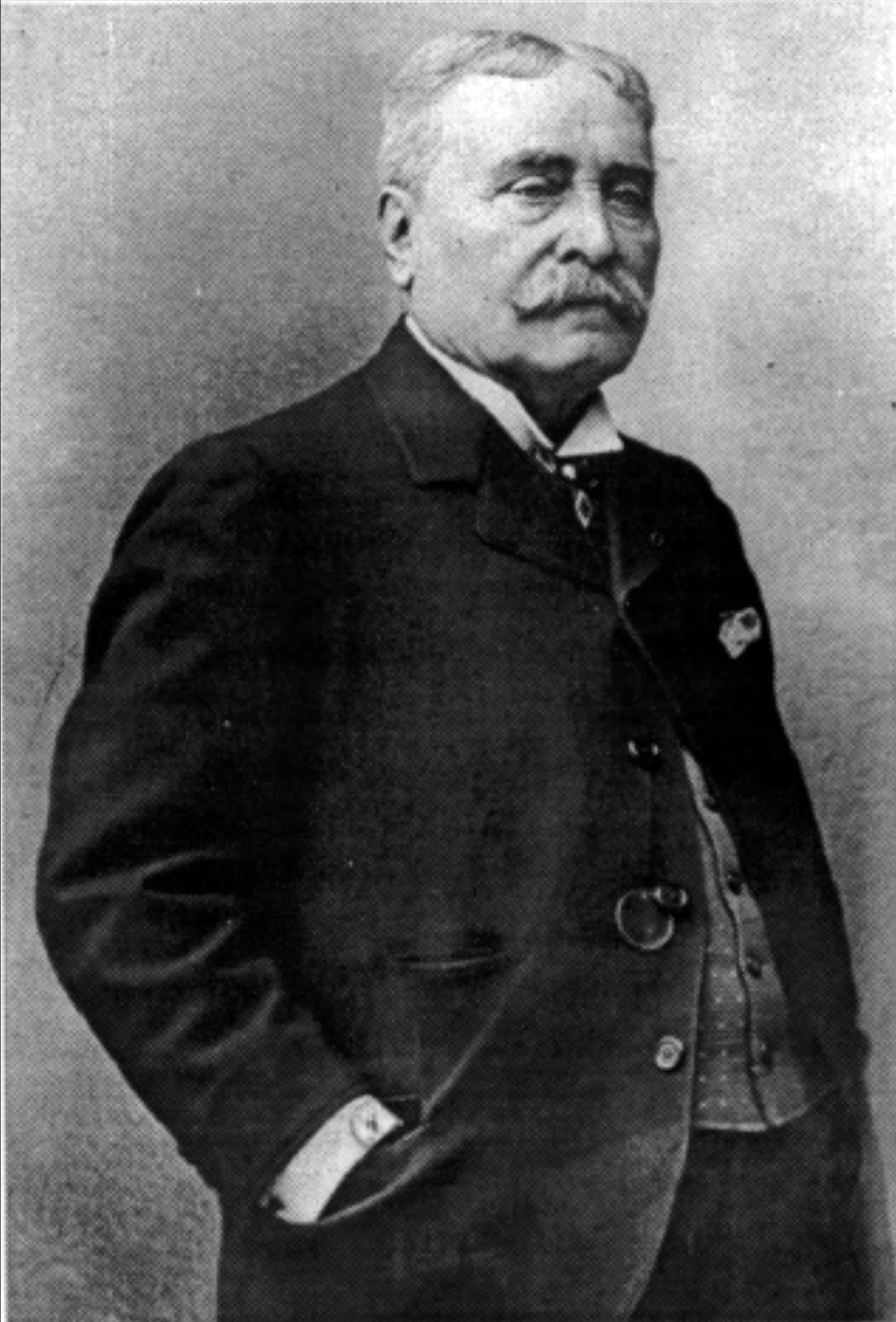
Daniel Iffla

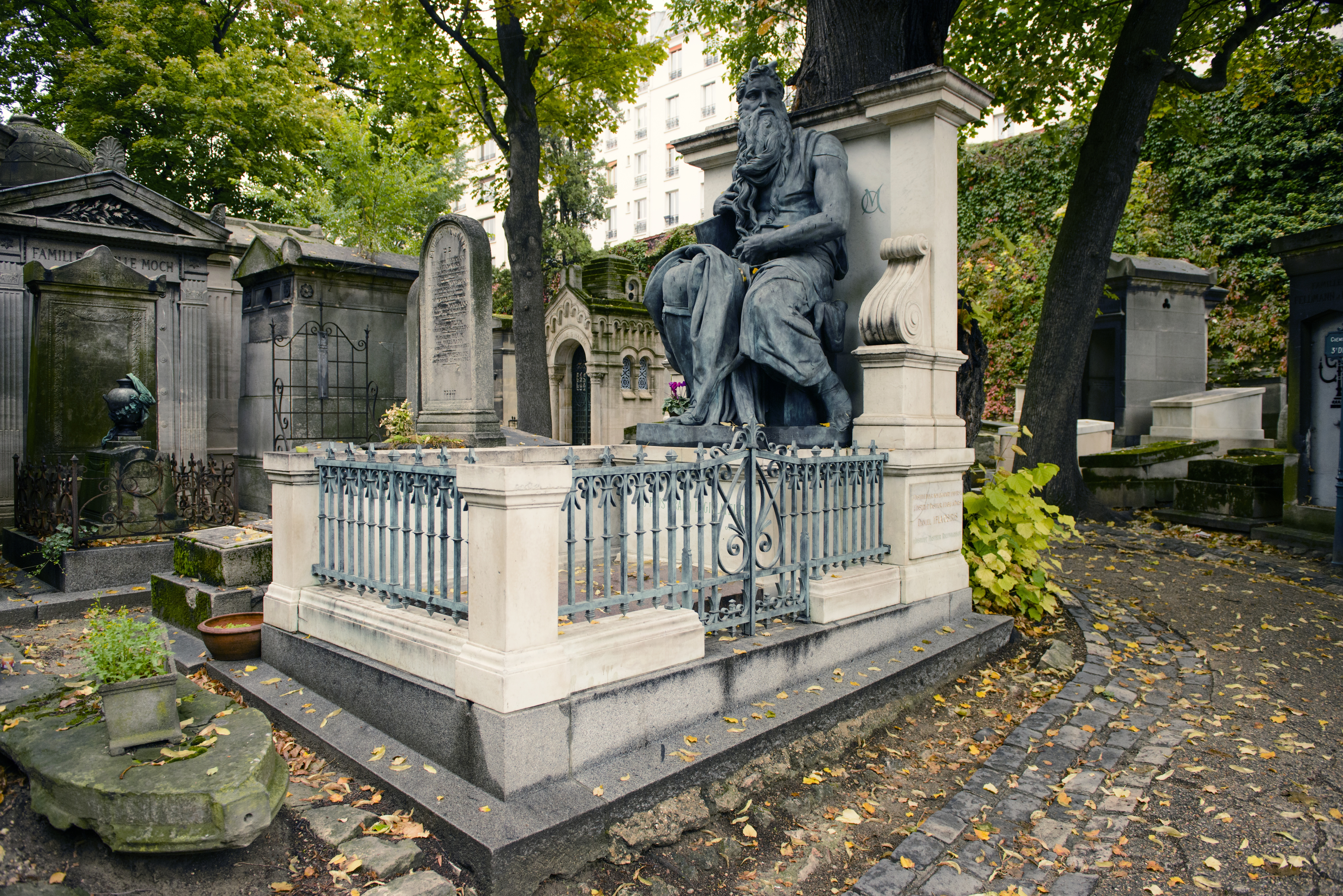
Grab von Daniel Iffla auf dem Friedhof von Montmartre

Daniel Iffla (genannt Osiris) (* 23. Juli 1825 in Bordeaux; † 1907 in Paris) war ein französischer Börsenspekulant und Mäzen. Er finanzierte den Bau mehrerer Synagogen in Frankreich und unterstützte die Errichtung der Synagoge in Lausanne und der Großen Synagoge von Tunis.

## Familie
Daniel Iffla Osiris war der Sohn von Désir Isaac Iffla (1799–1869) und von Léa Cardoso d’Urbino (1797–1878). Er hatte vier Schwestern, Sarah, Rachel, Esther und Aimée, und einen Bruder Charles. Sein Vater war Handlungsreisender. Seine Mutter entstammte einer Familie italienischer Juden, die aus Spanien in die Toskana geflüchtet waren. Die Familie gehörte zur jüdisch-portugiesischen Gemeinde von Bordeaux. Sein Geburtshaus befindet sich in der Rue Sainte Catherine Nr. 244, ehemals Rue Bouhaut.
Die Vorfahren seines Vaters stammten aus Marokko, aus Salé, einer Stadt in der Nähe von Rabat. Um 1720 ließ sich Salomon Ifflar in Bordeaux als Schächter (Schochet) nieder. Auch sein Sohn Moïse war Schächter, sein Bruder Isaac wurde, wie seine Söhne und Enkel, Kaufmann. Die Schreibweise Ifflar oder Ifflah wurde im 19. Jahrhundert zu Iffla vereinheitlicht. Der Sohn von Isaac, Daniel (* 5. Oktober 1773; † Juni 1873), der Großvater von Daniel Iffla Osiris, hatte sich in den napoleonischen Kriegen ausgezeichnet und die Helenamedaille erhalten. Die Verehrung Daniel Ifflas Osiris für Napoleon Bonaparte, seine Sammlung von Andenken an Napoleon sowie der Kauf des Schlosses Malmaison 1896 oder eines Terrains des Schlachtfeldes von Waterloo lassen sich auf die Verehrung dieses Großvaters zurückführen. 1795 heiratete Daniel Iffla Sara Fonsèque (Fonsecca), die aus einer Familie aus Bayonne stammte. Aus dieser Ehe ging Désir Isaac, der Vater von Daniel Iffla Osiris, hervor.
Am 26. Juli 1855 heiratete Daniel Iffla Osiris Léonie Carlier (* 24. Mai 1836 in Paris; † 13. Oktober 1855 ebd.), die knapp drei Monate später bei der Geburt von Zwillingen, die nicht überlebten, starb. Zeit seines Lebens pflegte Daniel Iffla einen Kult um das Andenken an seine verstorbene Frau. Er heiratete nicht wieder und hinterließ keine Nachkommen.
Eine Nichte von Daniel Iffla war Emma Bardac, die in zweiter Ehe mit Claude Debussy verheiratet war. Eine andere Nichte, Charlotte Augustine Hortense Lejeune (1877–1956), war eine Schauspielerin mit dem Künstlernamen Charlotte Lycès und erste Ehefrau von Sacha Guitry.

## Laufbahn und unternehmerische Tätigkeit
Daniel Iffla ging in jungen Jahren nach Paris, wo er zunächst das Lycée Turgot besuchte. Mit einem fliegenden Händler soll er auf Jahrmärkten gearbeitet und Krawatten verkauft haben, bevor er eine Stelle bei dem Börsenmakler Moreau antrat. Später war er Mitarbeiter von Jules Mirès und Moïse Polydore Millaud, die beide aus Bordeaux stammten und in Paris in vielen Bereichen unternehmerisch tätig waren. Sie gaben Zeitungen heraus und gründeten Banken wie die Caisse génerale des chemins de fer. Mit den Brüdern Émile und Isaac Pereire investierten sie in den Bau der spanischen Eisenbahn. Im Jahr 1860 veröffentlichte Daniel Iffla zusammen mit A. Baudoz eine historische Abhandlung (Histoire de la guerre de l'Espagne avec le Maroc), in der mehrere Kapitel der spanischen Eisenbahn gewidmet sind. Außerdem förderten Iffla und seine Partner den Ausbau von Arcachon als Winterkurort und waren am Bau der Werften von Marseille beteiligt. In Paris erwarben sie Grundstücke und Immobilien an der Avenue des Champs-Élysées und bauten die Passage des Princes. In Arcachon ließ Daniel Iffla verschiedene Villen bauen, u. a. die Villa Alexandre Dumas.

## Vermögen

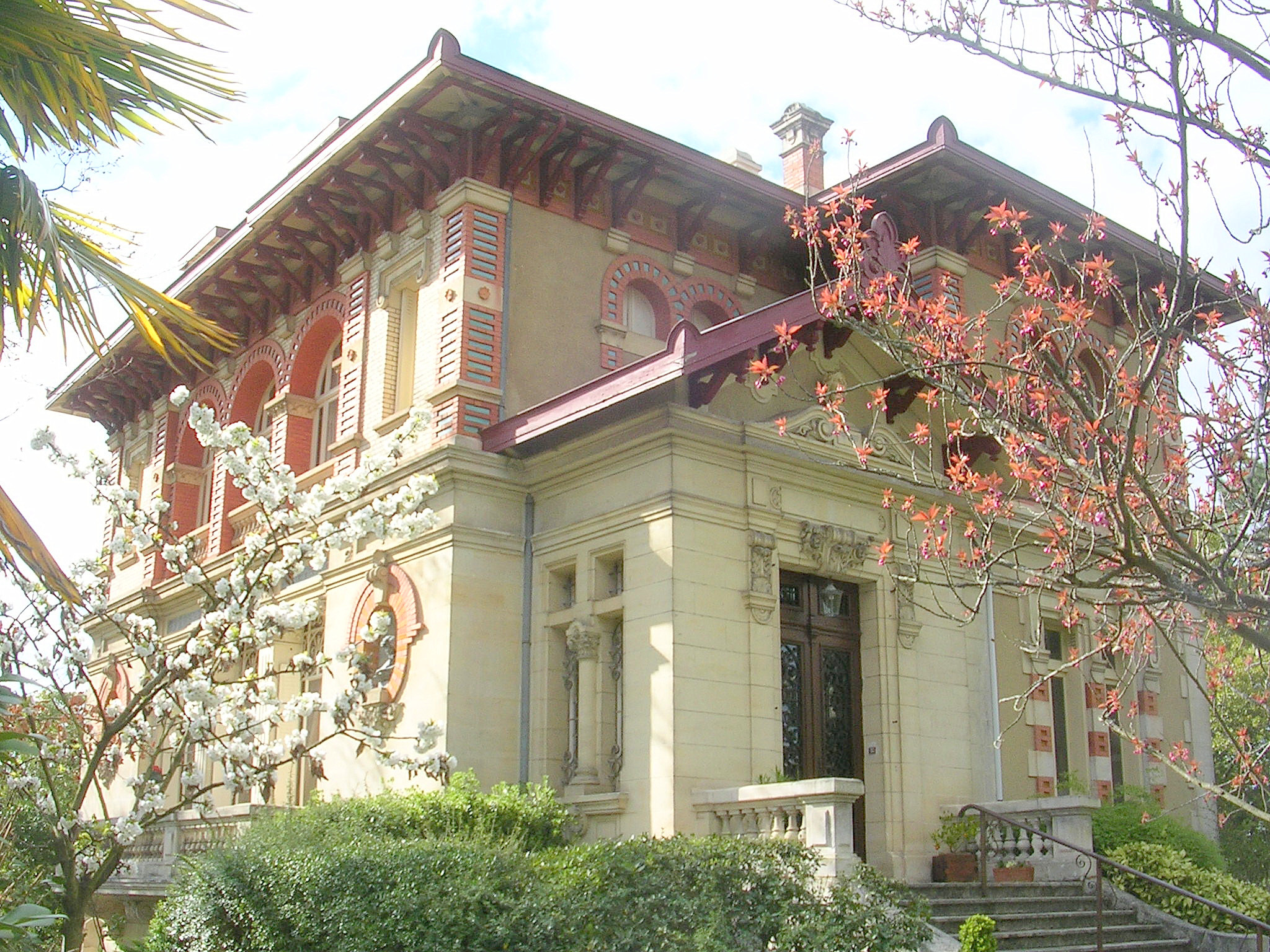
Villa Alexandre Dumas in Arcachon

In einem skandalumwitterten Konkurs brach das Unternehmen von Jules Mirès 1860 zusammen. Daniel Iffla wurde vorgeworfen, diesen Sturz mitverschuldet und daraus Vorteil gezogen zu haben. Ab jener Zeit begann sein Vermögen zu wachsen. Bei einer Spekulation mit Aktien der Compagnie Parisienne du Gaz soll er nach eigenen Angaben auf einen Schlag 180.000 Francs verdient haben. 1877 bezifferte man sein Vermögen auf acht Millionen Francs, bei seinem Tod im Jahr 1907 wurde es auf 50 Millionen Francs geschätzt. In der Rue La Bruyère im 9. Arrondissement in Paris besaß er fünf Hôtels particuliers. Im Haus Nr. 9 wohnte er selbst, die Häuser Nr. 11, 13, 15, und 17 hatte er vermietet.

## Osiris
Osiris ist der Name des ägyptischen Gottes der Toten und der Wiedergeburt. Bereits als junger Mann versuchte Daniel Iffla den Familiennamen Iffla zu verdrängen und ihn durch Osiris zu ersetzen. In seiner Umgebung wurde er bald nur noch Osiris genannt. Ein kaiserliches Dekret vom 24. August 1861 berechtigte ihn, den Namen Iffla Osiris zu tragen. Ein standesamtlicher Eintrag in Bordeaux vermerkt die Namensänderung.

## Mäzenatentum
1873 spendete Daniel Iffla seiner Heimatstadt Bordeaux sechs Wallace-Brunnen nach dem Vorbild von Sir Richard Wallace, der der Stadt Paris 1872 über 60 Trinkwasserbrunnen schenkte, die nach ihm benannt wurden.
1875 kaufte er das berühmte Weingut Château La Tour Blanche im Bordeaux, das er nach seinem Tod dem französischen Staat unter der Bedingung vermachte, auf diesem Gelände eine Weinbaufachschule einzurichten. Die École de Viticulture et d’Œnologie de la Tour Blanche besteht bis heute.
1896 kaufte Daniel Iffla das Schloss Malmaison, das Napoleon mit seiner ersten Gemahlin Joséphine de Beauharnais bewohnt hatte, um es zu restaurieren. 1903 schenkte er es dem französischen Staat mit der Auflage, es wieder mit dem Originalmobiliar auszustatten und einen Pavillon Osiris, ein Museum zum Andenken an Napoleon, einzurichten, in dem seine Sammlung napoleonischer Erinnerungsstücke in einer ständigen Ausstellung gezeigt werden sollten.
Aus seinem Nachlass hinterließ Daniel Iffla seiner Heimatstadt Bordeaux zwei Millionen Francs für ein Suppenschiff (Bateau-Soupe Osiris genannt), ein Tagasyl auf einem Schiff, das am Quai Sainte Croix an der Garonne festlag und in dem zu geregelten Zeiten kostenlos warme Mahlzeiten an Bedürftige ausgegeben wurden. Dort gab es zwei Speisesäle, einen für Männer mit 80 Plätzen und einen für Frauen und Kinder mit 48 Plätzen. Das Schiff wurde 1912 eingeweiht und war bis zum Zweiten Weltkrieg in Betrieb.
Der Stadt Nancy schenkte er eine Statue der Jeanne d’Arc von dem Bildhauer Emmanuel Frémiet, der Comédie-Française in Paris schenkte er eine Skulptur von Alfred de Musset von dem Bildhauer Antonin Mercié (1845–1916). Der Stadt Lausanne schenkte er eine Statue von Wilhelm Tell zum Dank für die Aufnahme der Armee von Charles Denis Bourbaki während des Deutsch-Französischen Krieges im Jahr 1871. Die Skulptur wurde ebenfalls von dem Bildhauer Antonin Mercié ausgeführt, der auch die Bronzefigur des Moses auf dem Grab von Daniel Iffla auf dem Friedhof von Montmartre in Paris schuf. Die Skulptur ist eine Kopie des Moses von Michelangelo, dessen Original sich in der Kirche San Pietro in Vincoli in Rom befindet.
Als Universalerbe setzte Daniel Iffla in seinem Testament das Institut Pasteur ein, das 36 Millionen Francs erbte und mithilfe dieses Erbes das Institut du Radium, heute Institut Curie, gründete.

## Synagogen

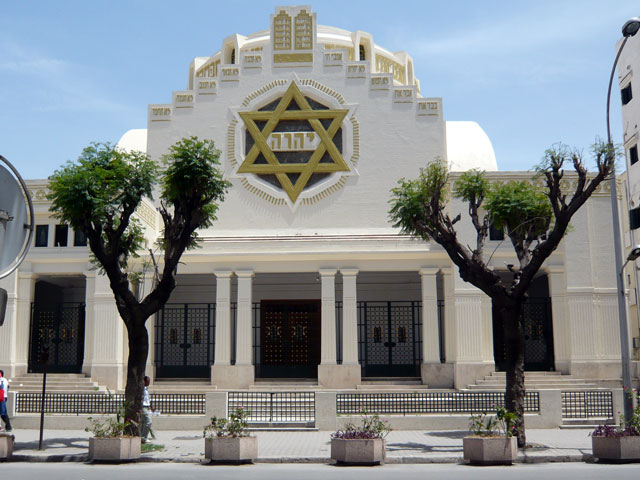
Synagoge von Tunis

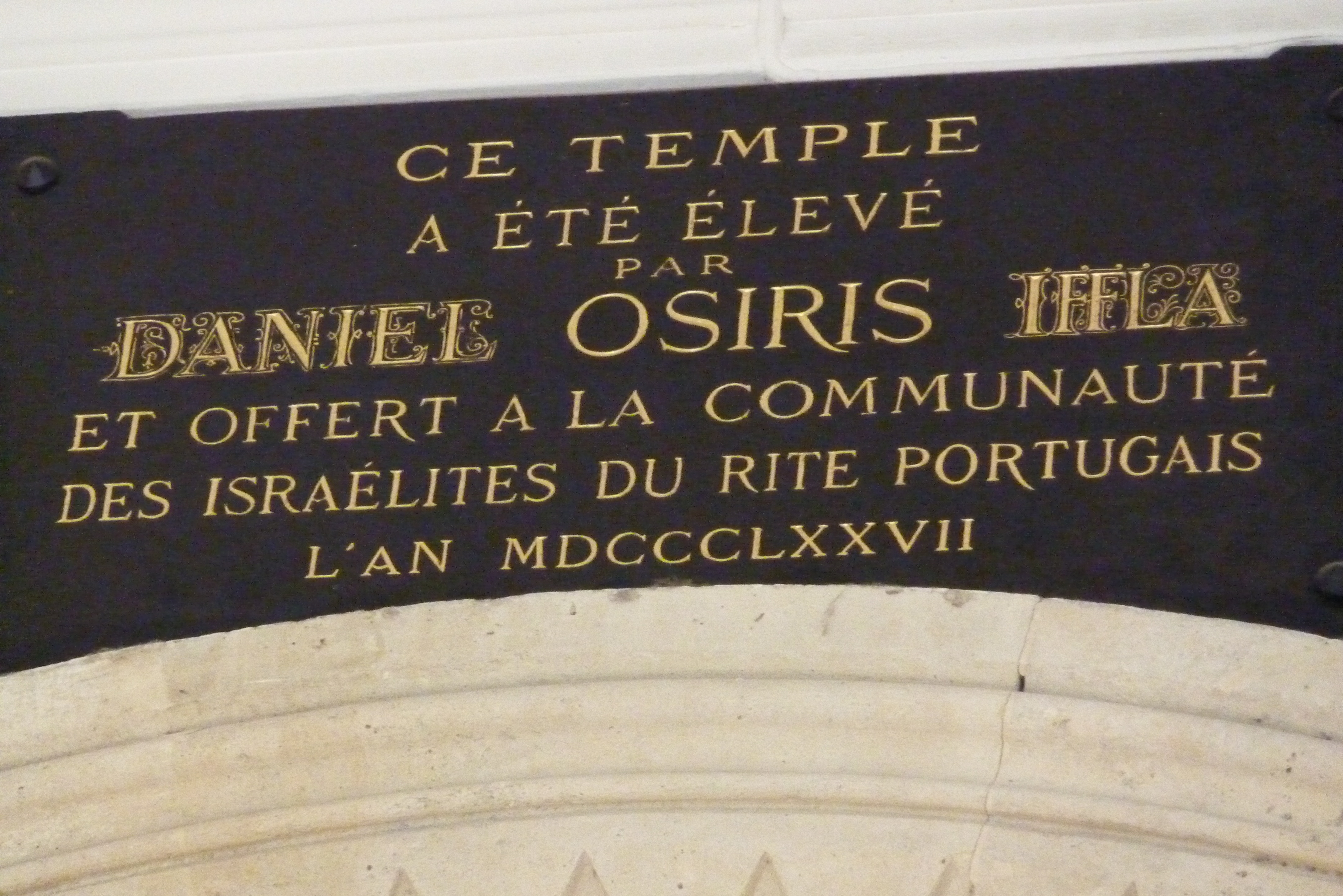
Gedenktafel über dem Eingang der Synagoge der Rue Buffault in Paris

Daniel Iffla finanzierte den Bau mehrerer Synagogen. In Paris unterstützte er den Bau der Synagoge der Rue Buffault. Die Synagoge von Arcachon ließ er als Privatsynagoge errichten, ohne Zustimmung des Konsistoriums. Sie wurde 1879 anlässlich der Hochzeit seiner Nichte Emma Moyse mit Sigismund Bardac eingeweiht. Auch der jüdischen Gemeinde Bruyères im Département Vosges ermöglichte er den Bau einer Synagoge. Ebenso unterstützte er den Bau der Synagoge von Tours, die 100 Plätze hatte und am 19. Juni 1908 eingeweiht wurde, und den Bau der Synagoge von Vincennes mit 180 Plätzen, die am 5. September 1908 eingeweiht wurde. Die Synagoge von Lausanne wurde 1910 eingeweiht, die Große Synagoge von Tunis konnte erst im Jahr 1937 eingeweiht werden.

## Auszeichnungen
Für seine Verdienste um die spanische Eisenbahn wurde Daniel Iffla Osiris mit dem Orden de Isabel la Católica ausgezeichnet.